# (5833) Peterson
(5833) Peterson est un astéroïde de la ceinture principale.

## Description
(5833) Peterson est un astéroïde de la ceinture principale. Il fut découvert le 5 août 1991 à l'observatoire Palomar par Henry E. Holt. Il présente une orbite caractérisée par un demi-grand axe de 3,49 UA, une excentricité de 0,03 et une inclinaison de 19,4° par rapport à l'écliptique.

## Compléments